# Geocoris limbatus
Geocoris limbatus är en insektsart som beskrevs av Carl Stål 1874. Geocoris limbatus ingår i släktet Geocoris och familjen Geocoridae. Inga underarter finns listade i Catalogue of Life.